# Network 10
Network 10 (auch Channel 10 oder 10) ist eine der drei wichtigsten australischen kommerziellen Rundfunkgesellschaften. Der private Fernsehsender begann am 1. August 1964 mit der Ausstrahlung seines Programms. Heute gehört er zu einem von fünf Free-TV-Sendern in Australien. Der Fernsehsender unterhält eigene Owned-and-operated Stations in Sydney, Melbourne, Brisbane, Adelaide und Perth. Seit 2019 gehört der Sender zur Paramount Global. 

## Geschichte

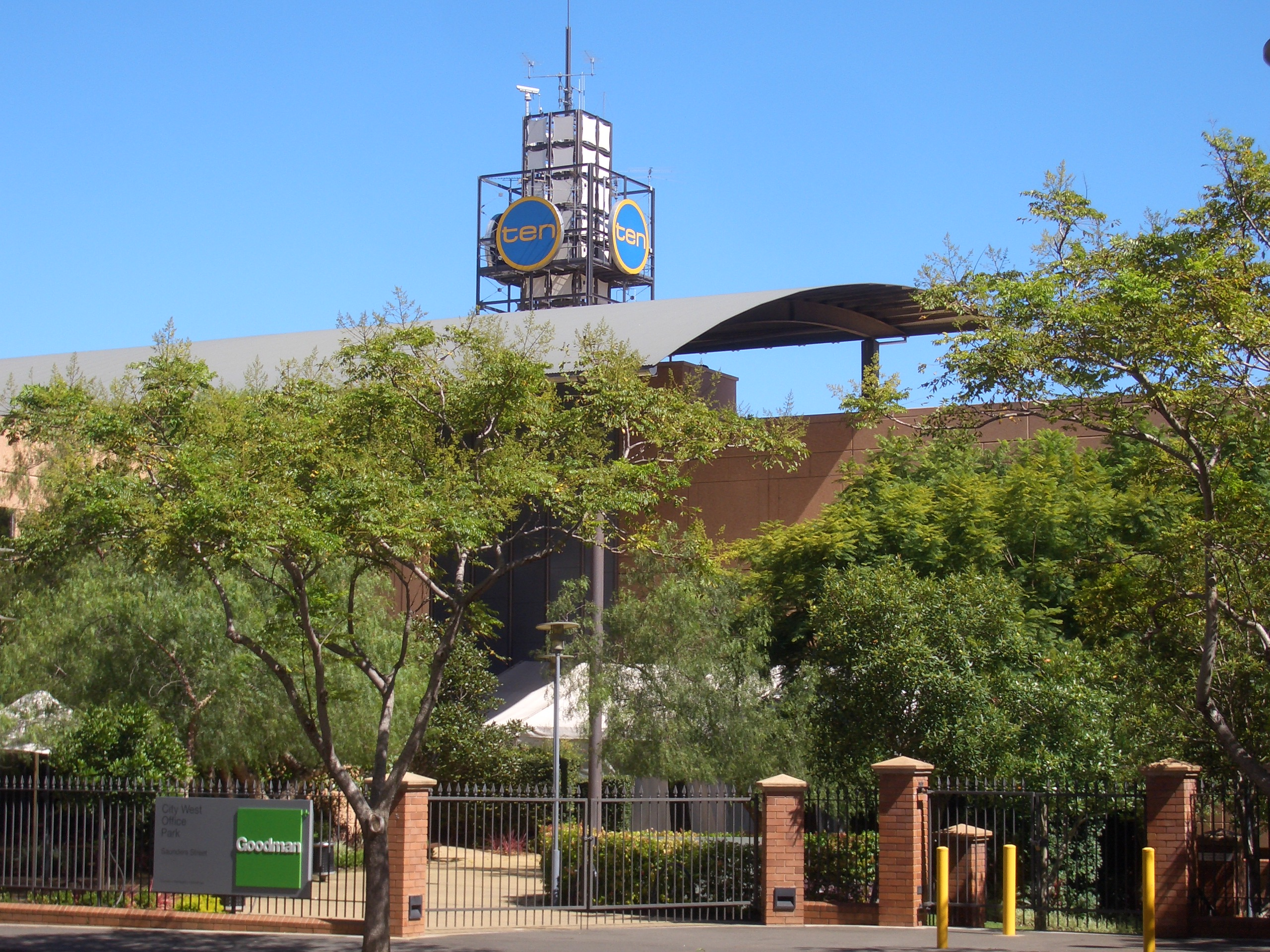
Sendezentrum von Network Ten in Sydney.

Das australische Fernsehen kannte bis 1965 nur zwei Sender: das National Television Network (heute Nine Network) und das Australian Television Network (heute Seven Network) sowie den öffentlichen Sender Australian Broadcasting Corporation. 1963 beschloss die Regierung, in allen größeren Städten einen dritten Sender zuzulassen. Im April 1963 wurde Reginald Ansetts Austarama Television  in Melbourne zugelassen. Nach ersten Testsendungen begann deren Programm am 1. August 1964.
1963 wurde in Sydney die Lizenz an United Telecasters Sydney Limited vergeben, die ihren Sender im September als TEN10 ankündigten. TEN10 startete offiziell am 5. April 1965 mit der Übertragung der Musiksendung TV Spells Magic. Weitere Fernsehsender gründeten sich in anderen Städten.
Kurz darauf wurde das 0-10 Network gegründet, ein Zusammenschluss aus TVQ0 Brisbane, SAS10 Adelaide, TEN10 und ATV0. Nur STW9 blieb als einzige unabhängige Station übrig, bevor es sich dem Nine Network anschloss.
Zunächst blieb das 0-10 Network hinter den Erwartungen zurück und konnte die Einschaltquoten der etablierten Programme nicht erreichen. Die Wende kam über die populären Fernsehserien der 1970er wie Matlock Police (1971–1976), die Soaps Number 96 (1972–1977), The Box (1974–1977) und Prisoner (1979–1986) sowie Shows wie The Mike Walsh Show (1973–1976), die Spielshows The Price Is Right (1974) und Blankety Blanks (1977–1978). Erst Mitte der 1970er wechselte 0-10 zum Farbfernsehen. Auch zwei Nachrichtensendungen machten den öffentlichen Sendernj Konkurrenz, eine auf ATV0 mit dem Titel Eyewitness News und eine auf TEN10. 1978 wurde außerdem der Melbourne Cup ausgestrahlt.
1979 kaufte Medienmogul Rupert Murdoch das Netzwerk auf. 1980 wurde der Name schließlich zu Network Ten geändert. Nachdem die Einschaltquoten in den 1980ern zurückgingen, stellte sich das Netzwerk bis Ende der 1990er wieder stark auf. So wurden auf Network Ten die Olympischen Sommerspiele 1984 in Los Angeles ausgestrahlt, wobei die Eröffnungszeremonie einen neuen Rekord aufstellte.
1985 belebte Ten die Soap Nachbarn neu, die vorher im Seven Network ausgestrahlt wurde, jedoch relativ erfolglos blieb. Sie wurde ein großer Erfolg, sowohl in Australien, als auch in Großbritannien und in Deutschland, wo sie mehrere Jahre auf Sat.1 ausgestrahlt wurde. Weitere Erfolge wurden die Gameshow Perfect Match (1984–1989), die Miniserie Return to Eden (1983), das Frühstücksprogramm Good Morning Australia (1981–1992) sowie die teuren und aufwendigen Miniserien The Dismissal (1983), Bodyline (1984), Vietnam (1987) und Bangkok Hilton (1989).
1987 kamen sowohl ATV10 als auch TEN10 zu Frank Lowys Westfield Corporation, während TVQ0 Brisbane von Darling Downs TV aufgekauft wurde. Kerry Strokes kaufte NEW10 Perth, Capital Television sowie ADS7, der Sender gehörte vorher zum Seven Network. Alle Sender blieben jedoch Teil des Ten Networks. Waren es in den 1980ern vor allem eigene Produktionen, wurden in den 1990ern die höchsten Quoten mit US-amerikanischen Serien wie Seinfeld, Beverly Hills 90210, Melrose Place, Akte X und Die Simpsons erreicht. Außerdem wurden Sportereignisse wie The Commonwealth Games 1994 sowie der Melbourne-Cup zu einem Standbein des Senders.
2000 kam Late-Night-Host Rove McManus zu Ten und produzierte dort seine Show Rove Live (später Rove), die in Australien äußerst populär wurde. Im gleichen Jahr fing Ten an, den digitalen Markt zu bedienen. Am 1. Januar 2001 wurde erstmals Ten Digital ausgestrahlt. Das Programm wurde unter anderem in Breitbild gesendet und hatte die Möglichkeit verschiedene Kameraperspektiven zu senden. Seit 2001 wurden eine Reihe von Lizenzsendungen ausgestrahlt, beginnend mit der australischen Version von Big Brother, die von 2001 bis 2008 lief. Es folgten Australian Idol, The Biggest Loser und So You Think You Can Dance?.
Von 2002 bis 2007 fand eine Zusammenarbeit mit Foxtel und Nine statt. Die drei Sender teilten sich die Übertragungsrechte der Australian Football League. Die Partnerschaft wurde von 2007 bis 2011 ohne Nine, dafür mit Seven weitergeführt.
Neue Formate wurden Serien wie die Kinder- und Jugendserien Elephant Princess und H2O – Plötzlich Meerjungfrau, Serien wie Rush, Thank God You’re Here und Total Genial.
2007 wurde der HD-Kanal Ten HD erstmals in Betrieb genommen. 2009 wurde er in One HD umbenannt. 2011 kam der Pay-TV-Sender Eleven zum Ten Network.
Nachdem Ten im Juni 2017 Insolvenz anmeldete, wurde sie von ihren größten Gläubigern, der US-amerikanischen CBS Corporation (Haupt-Contentlieferant) und der australischen WIN Television, übernommen. Die Übernahme, die CBS 31 Millionen US-Dollar gekostet hat, führte zum Vertragsverlust mit dem langjährigen Partner Fox Network, der daraufhin aus ihrem Content-Deal ausstieg, das Ende von Shows wie The Simpsons und Modern Family auf dem Sendernetzwerk.
2018 wurde Network Ten in Network 10 umbenannt.

## Sendungen

### US-amerikanische Sendungen
- The Biggest Loser
- The Bold And The Beautiful
- Futurama
- House
- Late Show with David Letterman
- Law & Order
- Law & Order: Special Victims Unit
- Law & Order: Criminal Intent
- Law & Order: Trial by Jury
- Life
- Medium
- NCIS
- NUMB3RS
- The O.C.
- The Simpsons
- Smallville
- Supernatural
- Surface

### Australische Sendungen
- Australian Idol
- Australian Princess
- Australia’s Brainiest Kid
- The B Team
- Big Brother
- Elephant Princess
- H2O – Plötzlich Meerjungfrau (H2O: Just Add Water)
- Nachbarn (Neighbours)
- The Panel
- The Ronnie Johns Half Hour
- Rove Live
- Rush
- Thank God You’re Here
- The Wedge
- Total Genial (Wicked Science)

### Nachrichten
- 10 News First

### Animes
- Dragonball Z
- Sailor Moon
- Pokémon
- One Piece
- Yu-Gi-Oh!
- Yu-Gi-Oh! GX
- Tokyo Mew Mew
- Hamtaro